# پیشینه باشگاه فوتبال استقلال تهران

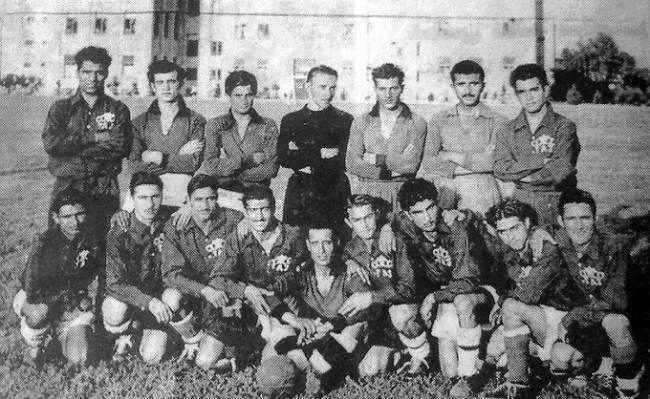
تیم تاج در سال ۱۳۲۹

این نوشتار به تاریخچه باشگاه فوتبال استقلال تهران می‌پردازد.

## تأسیس و حضور در مسابقات تهران: ۱۳۴۸–۱۳۲۴

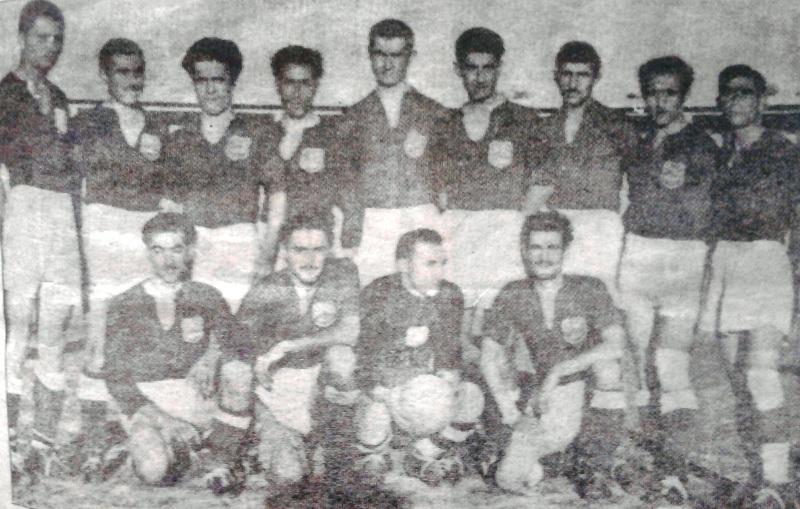
نخستین تیم فوتبال باشگاه دوچرخه‌سواران، دهه ۱۳۲۰.
ایستاده از راست: علی دانایی‌فرد، باباجان، حریرچی، تفرشی، نوری، عمواوغلی، منصور صمدیان، جلالی. نشسته از راست: اکبر شوقی، کارلو، پیرو، حراج‌چی.

در ۴ مهر ۱۳۲۴، چند دوچرخه‌سوار جوان که سابقه قهرمانی در کشور را در کارنامه خود داشتند باشگاه دوچرخه‌سواران را در خیابان فردوسی تهران بنیان نهادند. زمینه‌سازی برای شکل‌گیری باشگاه از یک سال پیش از آن فراهم شده بود. در سال ۱۳۲۳ گروهی از دوچرخه‌سواران باسابقه که عناوین قهرمانی کشوری این رشته را در اختیار داشتند، بر آن شدند که با ایجاد کانونی برای گردهمایی‌های دوستانه، یک تشکل صنفی را پایه‌گذاری کنند. این مرکز، محل تصمیم‌گیری و سازماندهی امور مربوط به دوچرخه‌سواری بود. بیشتر این دوچرخه‌سواران نظامی و دانشجو بودند و نام دفتر مرکزی خود را کلوب دوچرخه‌سواران گذاشتند. در نهایت پنج نفر به نام‌های میرزایی (نجار)، نواب (دوچرخه‌ساز)، خشایی (نگهبان بانک)، خسروانی (افسر) و جانان‌پور (کارمند تربیت بدنی) تیم دوچرخه‌سواری باشگاه را بنیان نهادند. از این تیم دوچرخه‌سواری، به عنوان هستهٔ اولیه و نقطهٔ آغاز حیات باشگاه استقلال یاد می‌شود. از میان این پنج نفر پرویز خسروانی، ستوان یکم وقت، بعدها نقش پررنگی در تاریخ این باشگاه ایفا کرد.
کلوب دوچرخه‌سواران که در ابتدا تنها در رشته دوچرخه‌سواری فعالیت می‌کرد، از سال ۱۳۲۴ وارد مرحله تازه‌ای شد و پس از مدتی در رشته‌های والیبال، بسکتبال، وزنه‌برداری، کشتی، پینگ پنگ، شنا و فوتبال نیز فعالیت خود را آغاز کرد. چند ماه پس از تأسیس باشگاه، به پیشنهاد پرویز عمواوغلی قرار شد که در کنار تیم دوچرخه‌سواری یک تیم فوتبال نیز در باشگاه تشکیل شود. در آن هنگام علی دانایی‌فرد در تهران تیم تور را بنیان نهاده بود و با آن تیم توانسته بود تیم نیرومند کارگر آبادان را شکست دهد. این موضوع باعث شد که او مورد توجه گردانندگان باشگاه دوچرخه‌سواران قرار بگیرد. پس از گفت‌وگوهایی، علی دانایی‌فرد به دوچرخه‌سواران آمد و قرار شد تیم تور نیز از آن پس با نام دوچرخه‌سواران در مسابقات شرکت کند. به این ترتیب باشگاه دوچرخه‌سواران به‌طور رسمی اعلام موجودیت کرد و نام این تیم در هیئت فوتبال تهران ثبت گردید. آن‌ها از ابتدا پیراهن آبی را برای خود برگزیدند. در همین دوره، چند تن از بازیکنان سرشناس تیم فوتبال نادر از جمله مهندس جاویدان نیز به تیم فوتبال دوچرخه‌سواران پیوستند. دوچرخه‌سواران به‌زودی یکی از تیم‌های نیرومند تهران شد که با تیم‌های بزرگ آن روز همچون دارایی، سرباز و شاهین رقابت می‌کرد.
تیم فوتبال باشگاه دوچرخه‌سواران از سال ۱۳۲۵ در مسابقات فوتبال تهران شرکت کرد. آن‌ها در نخستین سال حضور خود، هم در مسابقات جام باشگاه‌های تهران و هم در جام حذفی تهران به مقام نایب قهرمانی رسیدند. نخستین قهرمانی باشگاه، سال بعد از آن و در مسابقات جام حذفی تهران ۱۳۲۶ به دست آمد. آن‌ها برای رسیدن به نخستین جام خود، تیم‌های دارایی، شاهین و عقاب را از پیش رو برداشتند. در سال ۱۳۲۷ تیم فوتبال دوچرخه‌سواران به دلیل مشکلات مالی و نبود بودجه، در هیچ رویدادی شرکت نکرد.
پس از چهار سال از تشکیل تیم فوتبال دوچرخه‌سواران، پرویز خسروانی در سال ۱۳۲۸ امتیاز باشگاه دوچرخه‌سواران را خرید و نام آن را با تصویب هیئت مدیرهٔ باشگاه به تاج تغییر داد. نام «دوچرخه‌سواران» برای باشگاهی که به دست گروهی از ورزشکاران دوچرخه‌سواری پایه‌گذاری شده بود و به‌طور اختصاصی در این رشته فعالیت می‌کرد، از هر جهت مناسب بود. اما دوچرخه‌سواران طی چهار سال رشد شتابان خود در رشته‌های گوناگون ورزشی صاحب تیم شده بود و از این رو، تغییر نام باشگاه اجتناب‌ناپذیر می‌نمود. پرویز عمواوغلی، گرائیلی، ملکی، علی دانایی‌فرد و سید آقا جلالی اعضای گروه تصمیم‌گیرنده‌ای بودند که با تغییر نام باشگاه از دوچرخه‌سواران به تاج موافقت کردند. طبق مدارک موجود، تاریخ تغییر نام باشگاه یکم اسفندماه سال ۱۳۲۸ هجری خورشیدی بوده‌است.

## قهرمانی‌ها در آسیا و ایران: ۱۳۵۷–۱۳۴۹
زدراکو رایکوف پرافتخارترین مربی خارجی تاریخ استقلال است. وی در روزهای اول حضورش در استقلال این تیم را به قهرمانی آسیا رساند. رایکوف ۲ بار در سالهای ۴۹ و ۵۳ استقلال را قهرمان لیگ کرد و در سالهای ۵۰ و ۵۱ این تیم را در رقابت‌های باشگاهی تهران به قهرمانی رساند. همچنین ۲ مقام قهرمانی در جام میلز یک سومی در آسیا و چند جام دیگر داخلی از افتخارات وی در استقلال است.

## بازگشت به قهرمانی در ایران و آسیا: ۱۳۷۹–۱۳۶۸
پس از اتمام جنگ بین ایران و عراق نخستین دوره لیگ کشوری پس از انقلاب تحت عنوان پنجمین دوره لیگ قدس برگزار شد. چهار دوره قبلی لیگ قدس به صورت لیگ بین استانی برگزار می‌شد که در آن چهار دوره تیم‌های تهران الف و اصفهان هر کدام ۲ بار قهرمان مسابقات شده بودند. در ابتدای مسابقات فصل ۶۹–۶۸ شاهرخ و شاهین بیانی و رضا احدی که برای یکی دو فصل از استقلال جدا شده بودند و در لیگ‌های خارجی بازی می‌کردند به این تیم بازگشتند. ضمن اینکه استقلال مهره‌های شاخصی چون صمد مرفاوی، امیر قلعه نویی، رضا حسن‌زاده، و مرتضی یکه را نیز به خدمت گرفت. در مرحله گروهی که در دو گروه ۱۱ تیمی و در طول سال ۱۳۶۸ برگزار شد، استقلال با ۳۳ امتیاز و با ۶ امتیاز بیشتر از تیم دوم (دارایی تهران) در گروه یک صدرنشین شد و به نیمه نهایی رسید. دیدارهای نیمه نهایی و فینال به بهار سال ۱۳۶۹ موکول شد و قبل از این مرحله تیم‌ها بازیکنان جدیدی را به خدمت گرفتند. احمدرضا عابدزاده - که در بازی‌های گروهی در تیم تام اصفهان درخشیده بود - مهدی فنونی زاده، و عباس سرخاب شاخص‌ترین خریدهای استقلال در این زمان بودند. استقلال در نیمه نهایی در دو بازی رفت و برگشت در انزلی و تهران با نتایج ۰–۰ و ۴–۰ از سد ملوان انزلی گذشت. در دیدار فینال در روز ۴ خرداد ۱۳۶۹ استقلال با گل‌های سرخاب و مرفاوی - که هر دو روی پای‌های قلعه نویی به ثمر رسید - با نتیجه ۲–۱ پرسپولیس را شکست داد و قهرمان اولین لیگ باشگاهی کشور پس از انقلاب شد. هدایت استقلال را در ابتدای این فصل محمد صلاحی، و برای مدت کوتاهی در میانه فصل کامبیز جمالی به عهده داشتند، اما از اواسط مسابقات پورحیدری سرمربی استقلال شد که منجر به یکی از موفق‌ترین دوران تاریخ این تیم گردید.

## شکل‌گیری لیگ برتر ایران:‌ هم‌اکنون–۱۳۸۰
در این سال استقلال تا هفته پایانی در صدر جدول بود و تنها به یک مساوی در شهر انزلی و مقابل ملوان بندرانزلی نیاز داشت تا به قهرمانی برسد. اما با شکست در آن دیدار و هم‌زمان پیروزی تیم پرسپولیس تهران در ورزشگاه آزادی، تیم استقلال با تفاوت یک امتیاز و با ۴۸ امتیاز به مقام نایب قهرمانی بسنده نمود.
در این دوره تیم استقلال تهران با مربی‌گری رولند کخ آلمانی به مقام نازل نهمی اکتفا کرد. بر خلاف ادوار گذشته اغلب بازی‌های استقلال و پرسپولیس در ورزشگاه تختی تهران که در شرق تهران است انجام شد. همچنین در این انتهای دوره تغییرات مهمی در کادر مدیریتی باشگاه صورت گرفت و علی فتح‌الله‌زاده پس از ۷ سال مدیریت در استقلال جای خود را به محمدحسین قریب داد.
در این دوره از مسابقات لیگ برتر که هم‌زمان با آغاز مربی‌گری امیر قلعه نویی در استقلال بود استقلال تا هفته‌های پایانی در کورس قهرمانی قرار داشت اما در نهایت این تیم پاس بود که توانست قهرمانی را اذان خود کند و استقلال با ۵۱ امتیاز دوم شد. در این دوره از مسابقات استقلال با ۳ باخت همراه با تیم قهرمان یعنی پاس کمترین باخت را داشت.
در این دوره از رقابت‌ها استقلال تهران همچون دوره گذشته تا هفته‌های پایانی در کورس قهرمانی قرار داشت، اما در نهایت این تیم فولاد خوزستان بود که توانست به مقام قهرمانی برسد و استقلال تهران با ۵۸ امتیاز و با تفاضل گل کمتر نسبت به تیم ذوب آهن اصفهان به مقام سوم رسید. در این دوره از مسابقات استقلال با زدن ۵۱ گل زده بهترین خط حمله را داشت و رضا عنایتی با زدن ۲۰ گل به آقای گلی رقابت‌ها دست یافت. همچنین استقلال با تنها ۴ باخت همراه تیم قهرمان یعنی فولاد رکورد کمترین باخت را در بین تیمهای لیگ از آن خود نمود.
در این دوره استقلال به اولین قهرمانی خود در لیگ برتر با مربی‌گری امیر قلعه‌نویی دست یافت. در این دوره از رقابت‌ها تیم پاس رقیب استقلال تا هفته‌های پایانی در رسیدن به قهرمانی بود. اما عاقبت تیم استقلال با ۵۹ امتیاز و با پیروزی ۴ بر ۱ مقابل برق شیراز در بازی پایانی و در حضور ۱۲۰ هزار تماشاگر در ورزشگاه آزادی به قهرمانی این دوره از رقابت‌ها رسید. در این دوره رضا عنایتی با زدن ۲۱ گل ضمن آقایی گلی رکوردار بیشتر گل زده در لیگ ایران شد. وحید طالب‌لو با مهار ۳ پنالتی بهترین پنالتی گیر و خط دفاعی استقلال به خوردن ۱۷ گل بهترین خط دفاعی لیگ شد. همچنین تیم استقلال همراه با تیم پاس با بردن ۱۶ بازی بیشترین برد را در این دوره از مسابقات داشتند و مجتبی جباری نیز به عنوان بهترین بازیکن لیگ انتخاب گردید.
در این دوره از مسابقات که صمد مرفاوی مربی‌گری استقلال را بر عهده داشت، استقلال مانند ادوار گذشته در کورس قهرمانی قرار داشت. اما این تیم سایپا بود که در نهایت توانست با مربی‌گری علی دایی بر سایر رقبا پیشی گرفته و به مقام قهرمانی برسد. تیم استقلال نیز در این دوره از رقابت‌ها به مقام چهارمی رسید.
در هفتمین دوره از این رقابت‌ها تیم استقلال با نتایج بسیار بدی روبرو گشت و به مقام پایین سیزدهمی رسید. در این رقابت‌ها مربی‌گری استقلال تا نیمه فصل بر عهده ناصر حجازی و بعد از آن بر عهده فیروز کریمی بود.
تیم استقلال این دوره از لیگ را بسیار بد شروع کرد و حتی رتبه استقلال در هفته پنجم در جدول رده‌بندی تا ۱۷ام هم رسیده بود. اما از هفته ششم، تیم استقلال یک سیر صعودی پیدا کرد و توانست به صدر جدول برسد و رقابتی سخت با تیم ذوب آهن برای قهرمانی آغاز کند. در انتهای نیم فصل استقلال اوج گرفت و تا هفته ۲۵ ام فاصله اش با ذوب آهن را به ۴ امتیاز رساند، اما در اواسط نیم فصل دوم و بعد از دربی ۶۶ام تهران تیم استقلال افت کرد و در هفته ۳۲ام لیگ از صدر جدول یک پله پایین آمد. اما استقلال در بازی هفته پایانی لیگ با توجه به باخت ذوب آهن و برتری در برابر تیم پیام در مشهد و تفاضل گل بهتر نسبت به ذوب آهن قهرمان این دوره از لیگ شد. در این دوره از مسابقات خط حمله استقلال با ثبت رکورد ۷۰ گل زده بهترین خط حمله تاریخ ادوار لیگ برتر، خط دفاع استقلال با کمترین گل خورده، یعنی ۳۴ گل بهترین خط دفاع لیگ هشتم و همچنین آرش برهانی با زدن ۲۱ گل، آقای گل فصل ۱۳۸۷ جام خلیج فارس شدند.
امیر قلعه نویی به دلیل برخی مشکلات با مدیرعامل وقت باشگاه امیررضا واعظی آشتیانی از استقلال به سپاهان اصفهان رهسپار شد و سکان هدایت آبی پوشان برای دومین بار به دستیار امیرقلعه نویی یعنی صمد مرفاوی سپرده شد، استقلال با حفظ اکثر بازیکنان تیم قهرمان پای به مسابقات لیگ نهم گذاشت و از همان ابتدا نام خود را به عنوان یکی از مدعیان کسب جام مطرح کرد و مدتی صدرنشین بود. اما در اواسط نیم فصل افت استقلال شروع شد و در نیم فصل دوم کورس قهرمانی را تیم‌های سپاهان و ذوب آهن واگذار کرد. در نهایت استقلال که می‌توانست با پیروزی در بازی پایانی حداقل به مقام نائب قهرمانی برسد با کسب تساوی مقابل پیکان در قزوین و پیروزی ذوب آهن به عنوان سومی لیگ بسنده کرد و تیم سپاهان اصفهان به رهبری امیر قلعه نویی به قهرمانی لیگ نهم نائل آمد.
استقلال تهران در لیگ دهم دچار حواشی زیادی در اطراف باشگاه شد. پس از پایان لیگ نهم و در زمانی که واعظ آشتیانی مدیر عامل استقلال بود، چندین بازیکن اصلی استقلال مانند حسین کاظمی، سیاوش اکبرپور، فابیو جانواریو، و پیروز قربانی از این تیم جدا شدند و با تیم‌های دیگر قرارداد بستند. پس از استعفای مرفاوی از سرمربیگری و گذشت مدت زمانی از فصل بدنسازی پیش از شروع لیگ، و در حالی که استقلال تنها جواد شیرزاد و فیلیپه آلوز را جذب کرده بود و تکلیف سرمربی فصل بعد معلوم نبود، واعظ آشتیانی از مدیریت استعفا داد و علی فتح‌الله‌زاده برای سومین بار به عنوان مدیرعاملی استقلال برگزیده شد. فتح‌الله‌زاده پرویز مظلومی را با قراردادی دوساله به سرمربیگری انتخاب کرد و بازیکنانی مثل میداوودی، شریفات، مبعلی، و آشوبی را جذب کرد. در شرایطی که هواداران انتظار موفقیت زیادی از تیم در این فصل نداشتند، استقلال در دو بازی رفت و برگشت حریف سنتی خود یعنی پرسپولیس تهران را از پیش رو برداشت و با یک امتیاز اختلاف به مقام نایب قهرمانی لیگ رسید. در نهایت سپاهان اصفهان برای دومین بار پیاپی در لیگ برتر به رهبری امیر قلعه نویی سنت شکنی کرد و سپاهان را به عنوان قهرمانی رساند.
استقلال تهران با اکیپ مدیریتی و کادرفنی سال قبلی توانست چندین بازیکنان نامدار و پرآوازه لیگ دهم را توسط علی فتح‌الله‌زاده جذب کند. شروع طوفانی استقلال از همان روزهای اول و پیروزی دیگری در دربی گواهی براین پیش‌بینی بود که در نهایت استقلال به مقام قهرمانی نیم فصل نائل خواهد آمد. با شروع نیم فصل دوم دیگر استقلال آن تیم نیم فصل نخست نبود. بازیکنانی چون کرار جاسم به علت درگیری با مجتبی جباری، ولید علی به علت نیمکت نشینی، فرهاد مجیدی به دلایل نامشخص از استقلال جدا شدند و از سوی دیگر تعدادی از ستاره‌های استقلال همچون آندرانیک تیموریان، مجتبی جباری، میلاد میداوودی، خسرو حیدری، پژمان منتظری با مصدومیت‌های مقطعی مواجه شدند. استقلال که در میانه‌های فصل از سپاهان اصفهان با ۹ امتیاز اختلاف پیش بود در نهایت با یک امتیاز اختلاف قهرمانی را به سپاهان و با یک اختلاف تفاضل گل نائب قهرمانی را به تراکتورسازی تبریز واگذار کرد و به عنوانی بهتر از سومی نرسید. استقلال در این فصل بهترین خط حمله لیگ برتر را با ۵۸ گله زده به خود اختصاص داد.
استقلال رکورد پرتماشاگرترین بازی های تاریخ لیگ برتر ایران را در بازی مقابل برق شیراز با 115 هزار تماشاگر ثبت کرده است. همچنین استقلال توانست در فصل 1400-1401 لیگ برتر خلیج فارس ایران بدون حتی یک باخت قهرمان لیگ ایران شود و به اولین تیم ایرانی تبدیل شد که بدون باخت قهرمان لیگ برتر خلیج فارس ایران می شود.